# Alfred Blaufuß
Alfred Blaufuß (* 15. Juli 1912 in Seeba in Südthüringen; † 5. Oktober 1995 in Frei-Laubersheim in Rheinhessen) war ein deutscher Lehrer und Schulleiter sowie Freizeit-Botaniker und Naturschützer.

## Leben
Alfred Blaufuß besuchte 1919–1926 die Volksschule in seinem Heimatort, wo er die ersten naturkundliche Anregungen erhielt. Anschließend besuchte er 1926–1932 des Aufbaugymnasiums in Meiningen und beschäftigte sich dabei autodidaktisch mit der Botanik. Nach dem Abitur, das er im Jahr 1932 ablegte, studierte er 1932–1935 an der Universität Jena. Seine Hauptfächer waren Pädagogik, Philosophie und Psychologie, Biologie belegte er im Nebenfach. Von Jena aus unternahm er zahlreiche botanische Exkursionen unter Leitung des Dozenten Albert Köchert. 1935 schloss er das Studium mit dem Examen ab.
In den Jahren 1935–1939 unterrichtete er an verschiedenen Schulen in Westthüringen. Es folgte 1939–1945 die Kriegsteilnahme (zuletzt als Offizier) an der West- und Ostfront. Während eines Heimaturlaubs 1941 heiratete er. Aus der Ehe gingen 1942 und 1943 ein Sohn und eine Tochter hervor. Ab 1946 unterrichtete Blaufuß in Thüringen bis zur Flucht aus der DDR im Jahr 1950. Ab 1953 war er mit seiner Familie in Frei-Laubersheim bei Bad Kreuznach ansässig und dort als Hauptschullehrer tätig. Er begann sofort, sich mit der reichen Flora Rheinhessens und des benachbarten Nahegebietes zu beschäftigen und die Ergebnisse seiner Erkundungen in zahlreichen populärwissenschaftlichen Aufsätzen zu publizieren. 1962 wurde er Mitglied des Botanischen Arbeitskreises der Heimvolkshochschule Schloss Dhaun bei Kirn und bemühte sich ab 1970 zusammen mit einigen Mitgliedern, die floristische Arbeit auf ein wissenschaftliches Niveau zu heben. Dazu nahmen diese die Herausgabe eines regionalen Florenwerks in Angriff. Er pflegte rege Kontakte zu den rheinland-pfälzischen Botanikern Dieter Korneck, Walter Lang, Hermann Lauer und Peter Wolff. Ab 1980 schrieb er zusammen mit dem 25 Jahre jüngeren Hans Reichert das Manuskript zur „Flora des Nahegebietes und Rheinhessens“, die als über tausend Seiten umfassendes Werk 1992 erschien. Bis wenige Monate vor seinem Tod war er körperlich und geistig rüstig und nahm an teils anstrengenden Exkursionen teil. Er verstarb 1995 im Schlaf an den Folgen eines Herzinfarktes. Alfred Blaufuß wurde in seinem Geburtsort Seeba beigesetzt.

## Ehrungen
- 1982 Verdienstorden des Landes Rheinland-Pfalz
- 1986 Verleihung der Silberpflanze der Stiftung zum Schutze gefährdeter Pflanzen (Loki Schmidt Stiftung)

## Schriften (Auswahl)
- Charakteristische Pflanzengesellschaften und Pflanzen des mittleren und unteren Nahegebietes aus ökologischer und geographischer Sicht (= Heimatkundl. Schr.-Reihe Landkreis Bad Kreuznach. Band 13). 1982, DNB 830362681.
- Stand und Aufgaben des Naturschutzes im Landkreis Bad Kreuznach (= Heimatkundl. Schr.-Reihe Landkreis Bad Kreuznach. Band 16). 1983, DNB 840952376.
- Pflanzen der Berge im südlichen Hunsrück und der Nordpfalz (= Heimatkundl. Schr.-Reihe Landkreis Bad Kreuznach. Band 23). 1987, ISBN 3-924824-45-2.
- Alfred Blaufuss, Manfred Niehuis, Werner Schneider: Zur Bedeutung des geplanten Naturschutzgebietes „Unteres Nahetal“. In: Naturschutz Ornithologie Rheinl.-Pf. Band 2, 1981, S. 10–60.
- Alfred Blaufuss, Otto Atzbach, Werner Schneider: Mittleres und unteres Naheland (= Rheinische Landschaften. Band 34). 1989, ISBN 3-88094-634-5.
- Alfred Blaufuss, Hans Reichert: Flora des Nahegebietes und Rheinhessens (= Pollichia-Buch. Nr. 26). Pollichia, Bad Dürkheim 1993, ISBN 3-925754-25-3.

Dazu mehr als 100 meist kleinere populärwissenschaftliche Aufsätze, vor allem im Naheland-Kalender und in den Bad Kreuznacher Heimatblättern.

## Biographische Quellen
- Hans Reichert: Pflanzenwelt der Heimat als Thema. Zusammenstellung der Veröffentlichungen von Alfred Blaufuß zu seinem 80. Geburtstag. In: Bad Kreuznacher Heimatblätter. Nr. 10, 1992, S. 3–4.
- Hans Reichert: Zum Gedenken an Alfred Blaufuß. In: Hess. Florist. Br. Band 44, 1995, S. 48.
- Horst Silbermann, Werner Vogt: Flora des Nahegebietes und Rheinhessens – sein Lebenswerk. In: Bad Kreuznacher Heimatblätter. Nr. 11, 1995, S. 44.
- Werner Vogt: Hauptlehrer i.R. Alfred Blaufuß†. In: Landeskundl. Vierteljahresbl. Band 41, 1995, S. 197–198.
- Manfred Niehuis, Frank Eislöffel: Leben und Werk von Alfred Blaufuß (15.7.1912–5.10.1995). In: Fauna Flora Rheinland-Pfalz. 8. Jahrgang, 1997, S. 895–910 (zobodat.at [PDF]).
- pers. Mitteilungen Hans Reichert am 10. April 2018.

| Personendaten    | Personendaten                  |
| ---------------- | ------------------------------ |
| NAME             | Blaufuß, Alfred                |
| KURZBESCHREIBUNG | deutscher Botaniker und Lehrer |
| GEBURTSDATUM     | 15. Juli 1912                  |
| GEBURTSORT       | Seeba (Rhönblick)              |
| STERBEDATUM      | 5. Oktober 1995                |
| STERBEORT        | Frei-Laubersheim               |